# Vitali Janke
Vitali Janke (* 23. Dezember 1976 in Temirtau, Kasachische SSR) ist ein deutsch-kasachischer Eishockeyspieler, der zuletzt für den REV Bremerhaven aus der 2. Bundesliga spielte.

## Karriere
Janke begann seine Karriere 1996 beim EC Wilhelmshaven-Stickhausen, mit dem er in der damals zweithöchsten deutschen Spielklasse, der 1. Liga Nord, aktiv war. Eine Spielzeit später schloss sich der gelernte Verteidiger dem Ligakonkurrenten EC Hannover Turtles an. Dort blieb er allerdings nur wenige Monate und wechselte nach 34 Partien, die er für die Turtles absolvierte, zurück zum EC Wilhelmshaven. Beim EC konnte er sich zu einem der Leistungsträger im Team entwickeln, so erzielte er während der Saison 1998/99 in 49 Spielen 40 Scorerpunkte. Im Sommer 2001 unterschrieb er zunächst einen Vertrag bei den Eisbären Regensburg, ehe er während der laufenden Spielzeit 2001/02 von den Berlin Capitals verpflichtet wurde, mit denen er letzten Endes nach einer 3:4-Niederlage in einer best-of-seven-Serie gegen die Schwenninger Wild Wings in die 2. Bundesliga abstieg.
Anschließend wechselte er in die Oberliga zum EV Weiden und nach nur 25 Einsätzen weiter zum ETC Crimmitschau. Dort sollte er helfen, den Klassenerhalt zu erreichen, was in den Play-downs schließlich auch gelang. Im Jahr 2003 wurden die Verantwortlichen der Straubing Tigers auf den damals 23-jährigen aufmerksam und unterbreiteten ihm ein Vertragsangebot. Janke entschied sich für einen Wechsel und ging fortan für die Tigers aufs Eis. In Straubing gehörte er zu den punktbesten Verteidigern im Team und konnte am Ende der Saison 2005/06 den sportlichen Aufstieg in die Deutsche Eishockey Liga feiern. In der folgenden Spielzeit kam Janke zu weiteren 18 Einsätzen in der deutschen Eliteliga, ehe er sich noch während der Saison dem REV Bremerhaven aus der 2. Bundesliga anschloss, den er zuvor, in der Spielzeit 2005/05, mit den Straubing Tigers im Play-off-Finale um den Aufstieg besiegen konnte. Vitali Janke steht seitdem beim REV unter Vertrag.
Am 15. Oktober 2006 konnte er, während eines Spiels seines damaligen Vereins, der Straubing Tigers gegen die Eisbären Berlin, zusammen mit den Berliner Spielern Patrick Jarrett und Norman Martens, sowie mit seinem Teamkollegen Per Eklund einen neuen DEL-Rekord aufstellen. Vitali Janke war mit seinem Tor zum 1:3 einer der drei, beziehungsweise vier Torschützen, die innerhalb von 26 Sekunden (vorher 28 Sekunden), beziehungsweise 59 Sekunden (vorher 75 Sekunden), ein Tor erzielten.

## DEL-Statistik
(Stand: Ende der Saison 2008/09)